# 塞尔什
塞尔什（法語：Serches，法語發音：[sɛʁʃ]）是法国上法蘭西大區埃纳省的一个市镇，属于苏瓦松区。

## 地理
塞尔什（49°20'22"N, 3°26'53"E）面积9.1 平方千米，位于法国上法蘭西大區埃纳省，该省份为法国北部内陆省份，北起北部省，西接索姆省和瓦兹省，东临阿登省和马恩省，西南至塞纳-马恩省，东北部与比利时接壤。
与塞尔什接壤的市镇（或旧市镇、城区）包括：阿西、沙克里斯、锡里-萨尔索涅、库夫雷勒、马斯特和维奥莱讷、楠特伊苏米雷。

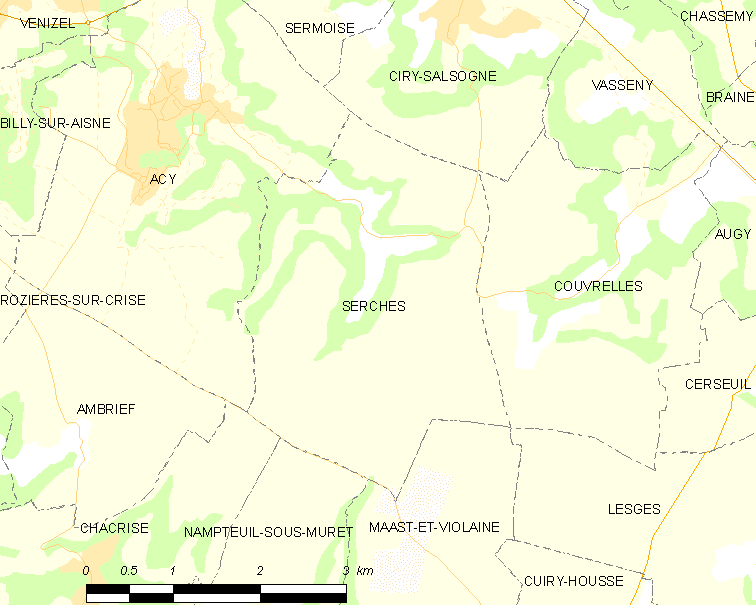
塞尔什的OSM定位图

塞尔什的时区为UTC+01:00、UTC+02:00（夏令时）。

## 行政
塞尔什的邮政编码为02220，INSEE市镇编码为02711。

## 政治
塞尔什所属的省级选区为苏瓦松第二县。

## 人口

1962-2008年间塞尔什人口变化图示

塞尔什于2022年1月1日时的人口数量为277人。